# 2013年11月

## 11月1日
武裝衝突
- 以色列戰機針對位於敘利亞沿海城市拉塔基亞附近據稱由黎巴嫩激進組織真主黨控制的俄羅斯製SA-3飛彈基地展開攻擊[1][2]。
- 美國無人航空載具成功擊殺巴基斯坦塔利班運動領導人哈基穆拉·馬哈蘇德和其他5名高層人員[3][4][5][6][7]。
- 中國高級安全官員指責東土耳其斯坦伊斯蘭運動涉嫌在北京市天安門附近發動汽車自殺襲擊，並且造成5人死亡[8][9]。

商業經濟
- 房利美向涉嫌操控（英语：Libor scandal）倫敦同業拆放利率的花旗集團與美國銀行在內9家不同銀行求償8億美元[10][11]。
- 由蘋果公司和微軟等企業所成立的Rockstar Consortium（英语：Rockstar Consortium）開始廣泛針對Google、三星集團和其他廠商生產的Android手機採取法律行動（英语：Smartphone wars）[12][13][14][15]。

災害事故
- 美國德克薩斯州中部發生暴洪並且造成2人死亡[16][17]。
- 位於中國廣西壯族自治區岑溪市的一家煙花工廠發生爆炸意外，造成11人死亡和17人受傷[18][19]。

國際關係
- 告密者愛德華·斯諾登在俄羅斯與德國綠黨政治人物漢斯-克里斯蒂安·斯特勒貝萊（英语：Hans-Christian Ströbele）會晤後提出一份公開信，表示將會同意協助德國指控美國國家安全局監控（英语：2013 global surveillance disclosures）一事作證[20][21]。

法律犯罪
- 一名槍手在洛杉磯國際機場槍殺一名美國運輸安全管理局雇員並造成數人受傷，最後機場暫時撤離內部人員[22][23][24][25][26]。
- 希臘極右翼政黨金色黎明黨位於雅典都会区伊拉克利奥市镇的新辦公室發生飛車槍擊（英语：Drive-by shooting）事件，並且造成2人死亡[27][28][29][30]。
- 一名自稱自己為匿名者成員者針對新加坡報紙《海峽時報》的網站發動駭客攻擊[31][32]。
- 德國成為歐洲第一個允許雙性人嬰兒在出生時得以填寫第三性特別選項的國家[33][34]。

科學技術
- 科學家在澳洲昆士蘭省發現3種被歸類為有袋類的宽足袋鼩属新物種[35]。

## 11月2日
武裝衝突

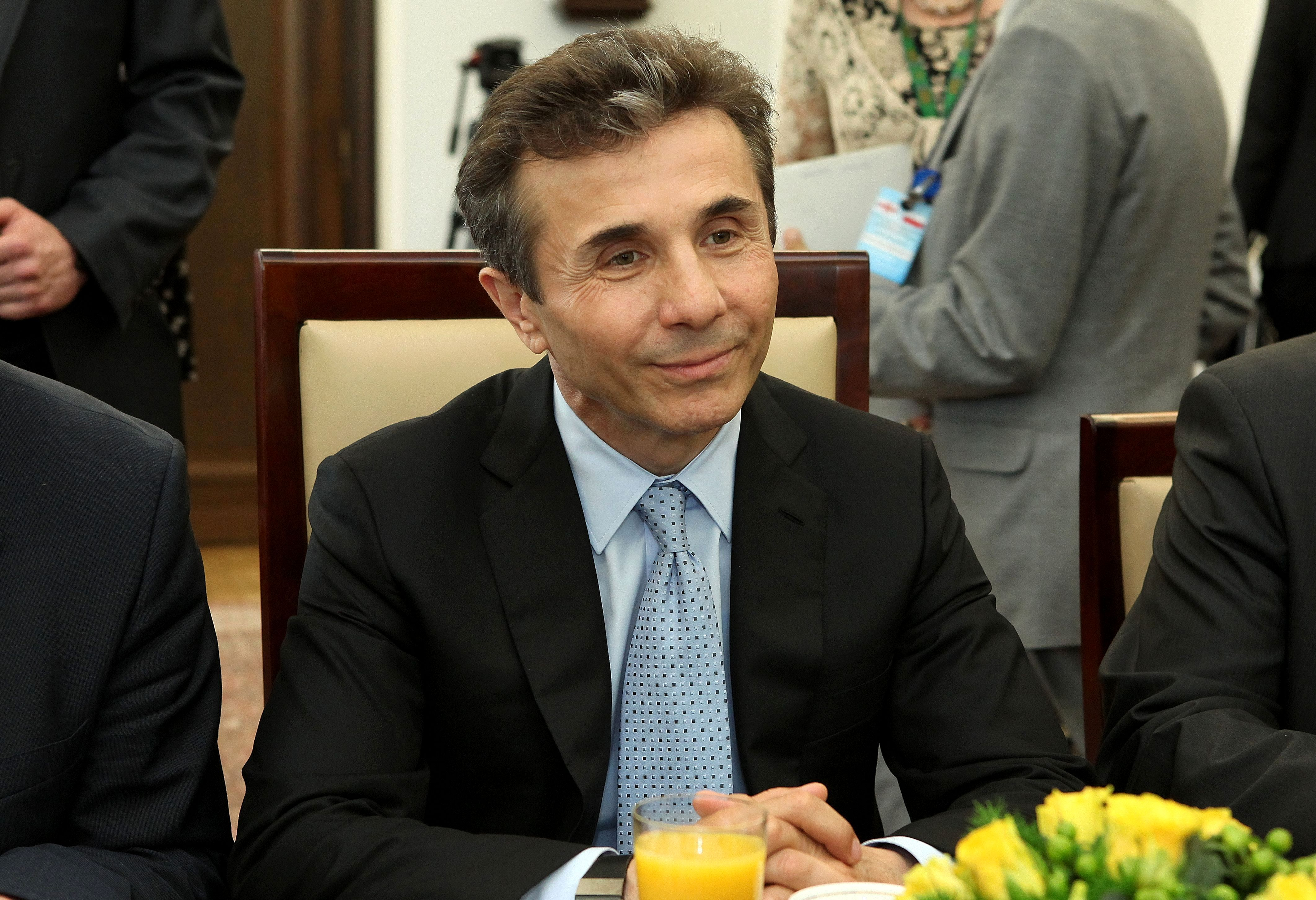
畢齊納·伊萬尼什維利。

- 法國國際廣播電台2名法國籍記者在馬利共和國北部城市基達爾遭到綁架並且殺害[36][37][38][39]。

災害事故
- 兩架載有跳傘人員的飛機在威斯康辛州北部上空發生相撞，並沒有傳出人員死亡或者受傷[40][41]。
- 位於印度尼西亞蘇門答臘的錫納朋火山再度噴發，造成島上至少1,500人被迫疏散[42][43]。

法律犯罪
- 保羅·安東尼·憲瑟（Paul Anthony Ciancia）因為涉嫌在2013年洛杉磯國際機場槍擊案中槍殺聯邦僱員而遭到起訴[44][45]。

政治選舉
- 突尼西亞政府和反對派在突尼西亞制憲議會上就選出新突尼西亞總理的討論再度陷入政治僵局（英语：2013 Tunisian protests）[46]。
- 現任總理畢齊納·伊萬尼什維利確認將會在這個月離任，之後由其內務部部長伊拉克里·加里巴什維利繼任之[47][48]。

體育競賽
- 曾入選奈史密斯籃球名人紀念堂的美國籃球選手華特·貝拉米逝世，享年74歲[49][50][51][52][53]。

## 11月3日
武裝衝突

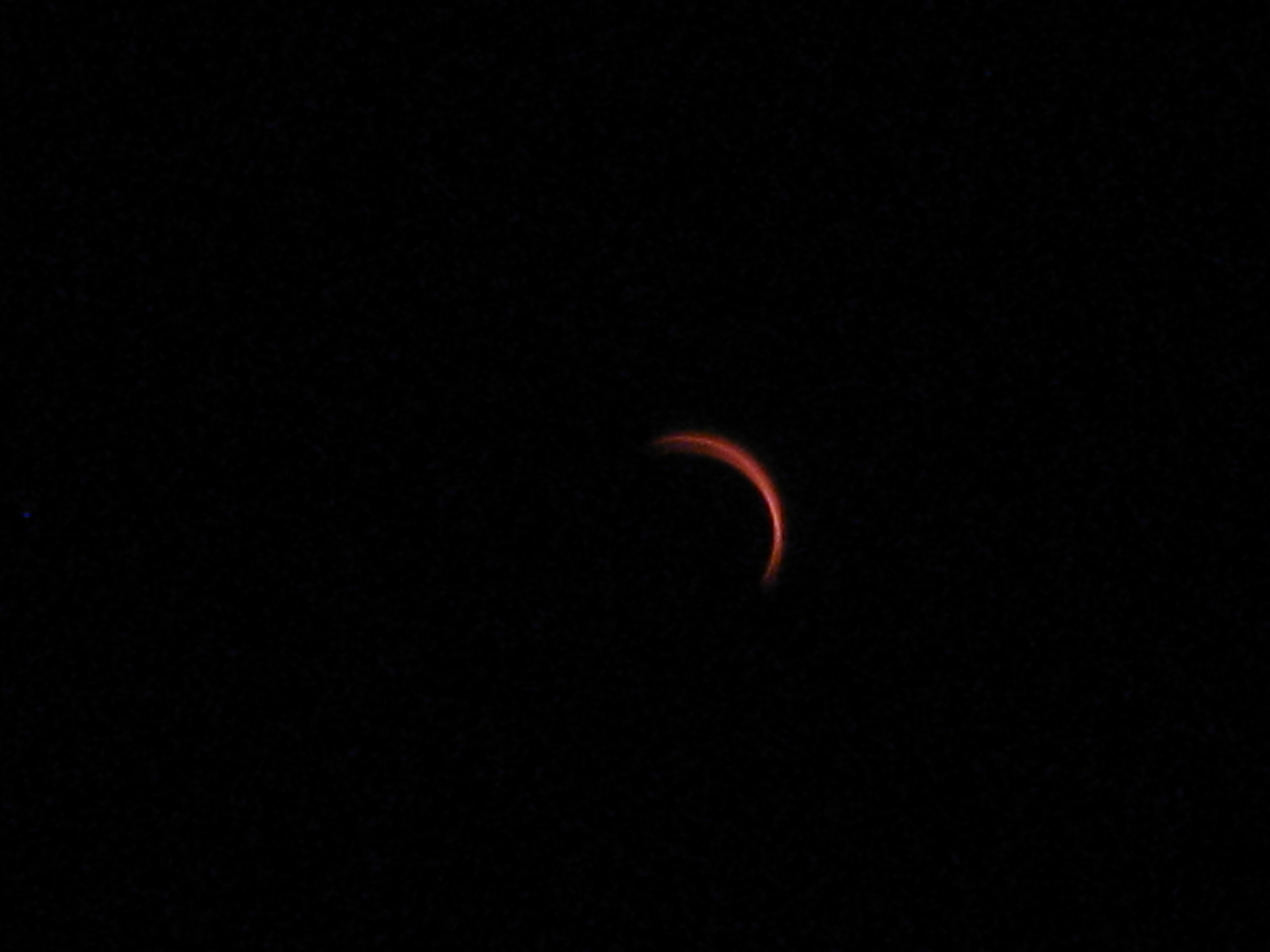
2013年11月3日日食。

- 在遭遇剛果民主共和國政府軍隊的攻擊後，3月23日運動宣布將會投降以結束2012年剛果東部衝突[54][55]。

災害事故
- 泰國芭達雅一艘滿滿載由200多名乘客的渡輪沉沒，造成至少6人死亡[56][57]。
- 一架從玻利維亞貝尼省首府特立尼達飛往位於里韋拉爾塔附近的渦輪螺旋槳發動機飛機因為陰雨天氣迫降於玻利維亞北部安地斯山脈失敗，造成包含機長與副機長在內共有8人死亡和10人受傷[58][59]。

政治選舉
- 遭到罷黜的前埃及總統穆罕默德·穆爾西在開羅警察學校進行審判，其所面臨的指控為涉嫌在2012年10月時在赫利奧波利斯宮（英语：Heliopolis Palace）附近煽動暴力衝突和數起謀殺案[60][61][62][63]。
- 德國柏林所舉辦的柏林市政府能源供應所有權公民投票（英语：Referendum on the recommunalization of energy supply in Berlin）遭到民眾所否決[64][65]。

科學技術
- 非洲、歐洲以及美國東部得以觀察到2013年11月3日日食的現象[66][67]。
- 埃及探險學會理事長克里斯·諾頓（Chris Naunton）針對埃及法老圖坦卡門的死因進行研究，結果發現圖坦卡門可能是因為遭到馬車車輪輾過而死亡[68][69]。

體育競賽
- 國家美式足球聯盟休斯敦德克薩斯人總教練加里·庫比亞克（英语：Gary Kubiak）在休斯敦德克薩斯人於主場迎戰印第安納波利斯小馬比賽的中場休息時突然倒下送醫[70][71]。
- 東北樂天金鷹以4勝3敗的成績擊敗讀賣巨人奪得2013年日本大賽冠軍，而東北樂天金鷹投手美馬學則榮獲日本大賽最優秀選手獎（英语：Japan Series Most Valuable Player Award）[72][73][74][75]。
- 肯亞馬拉松選手傑弗里·穆塔伊和普瑞斯卡·吉普圖分別贏得2013年紐約市馬拉松賽（英语：2013 New York City Marathon）冠軍[76][77][78][79]。

## 11月4日
武裝衝突

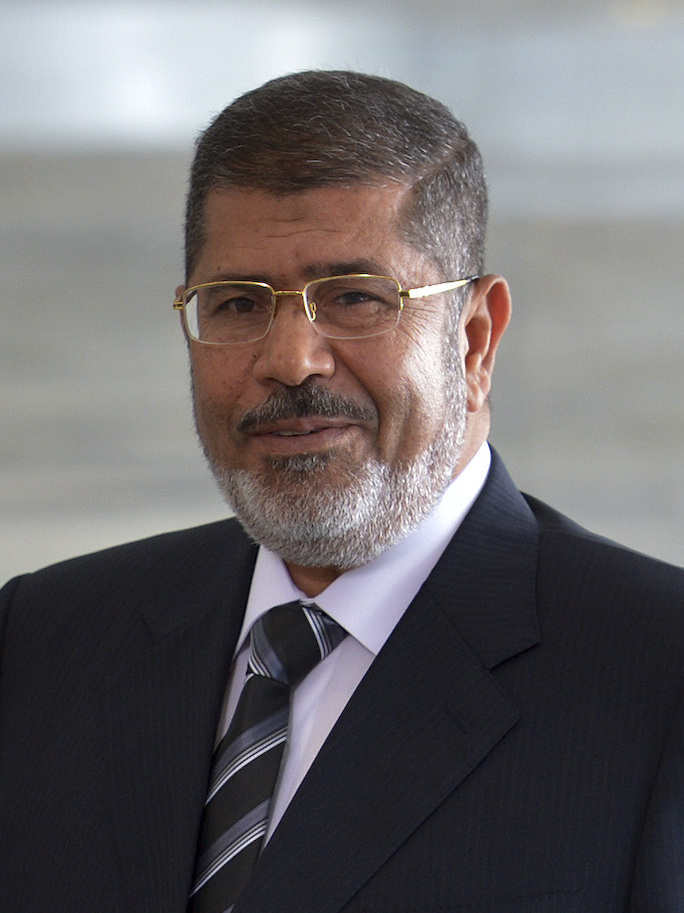
穆罕默德·穆爾西。

- 曾獲得美國協助的阿卜杜勒·贾巴尔·欧凯迪（Abdul Jabbar Okaidi）宣布不再擔任敘利亞內戰反政府武裝部隊領導人，並且指責叛軍近期的失勢主要是由於內部派系的內鬥[80]。
- 一輛載有4人的卡車在馬利共和國梅納卡道路上誤觸地雷，造成車上人員全數喪生[81][82]。

藝術文化
- 德國雜誌《焦點》報導說警方在2011年時於慕尼黑發現（英语：2011 Nazi loot discovery）納粹戰利品（英语：Nazi plunder），其中包括有失蹤的巴勃羅·畢卡索以及亨利·馬蒂斯作品[83][84][85][86][87]。

法律犯罪
- 位於紐澤西州帕拉莫斯（英语：Paramus, New Jersey）的花園州廣場購物中心（英语：Westfield Garden State Plaza）發生槍擊事件[88][89]。
- 一名男子在挪威奧達爾通往蒂因湖（英语：Tyin）的公車上刺殺3人[90][91]。
- 嬌生公司同意就上市未經許可之藥物維思通而向美國聯邦政府與各州政府支付22億美元的罰款[92]。

政治選舉
- 遭到罷黜的前埃及總統穆罕默德·穆爾西其有關涉嫌教唆暴力事件之案件往後推遲到2014年1月8日才進行審判[93][94]。

科學技術
- 洛克希德·馬丁公司轄下的臭鼬工廠宣布計畫將在2030年時推出能以6馬赫速度飛行、作為SR-71黑鳥式偵察機繼任機種的SR-72偵察機[95][96]。

體育競賽
- 涉嫌在2007年時於劫殺國家美式足球聯盟華盛頓紅皮球員尚·泰勒（英语：Sean Taylor）的小艾瑞克·瑞維拉（Eric Rivera Jr.）被美國佛羅里達州法院判處犯下二級謀殺[97]。

## 11月5日
武裝衝突

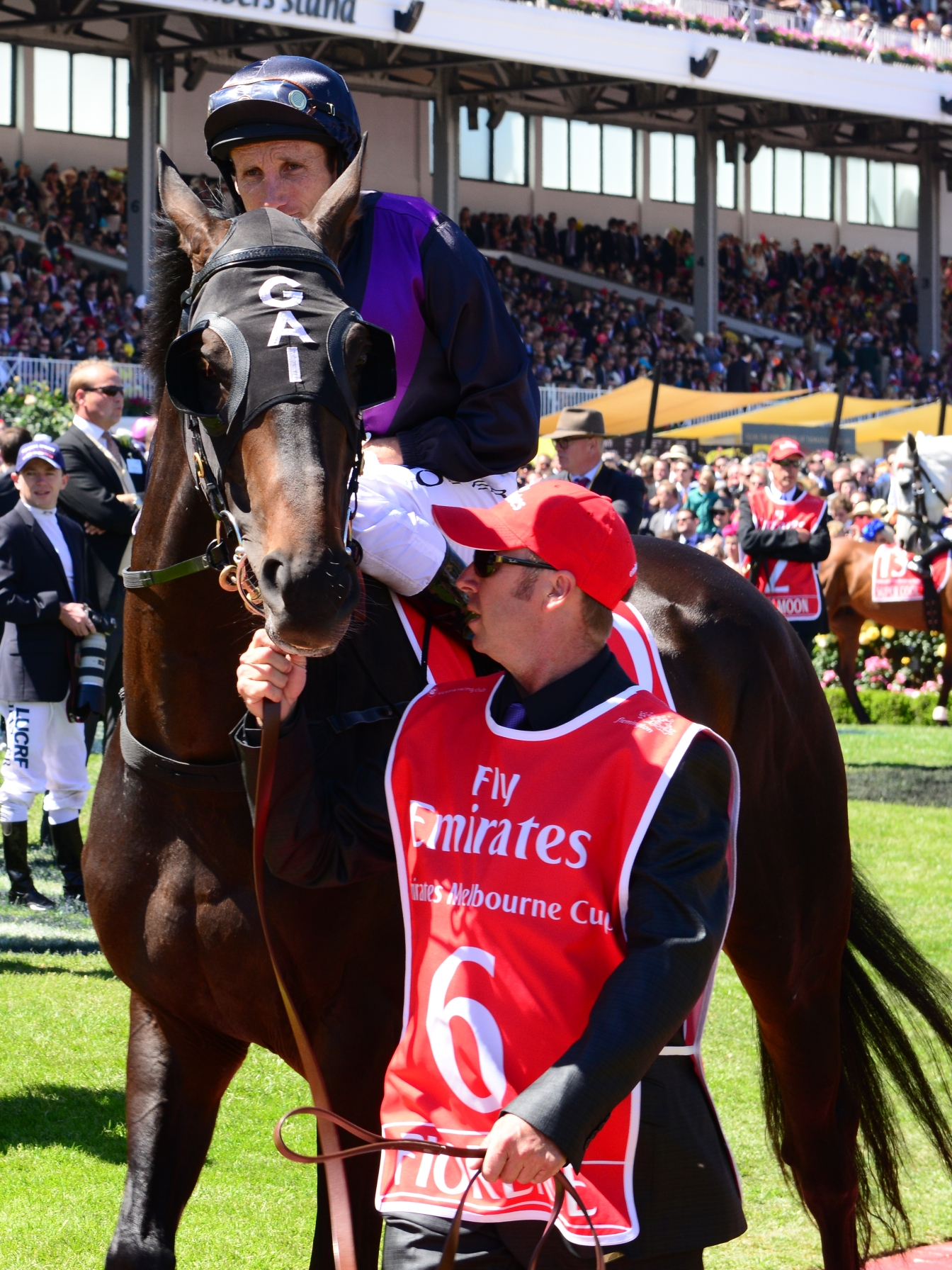
2013年墨爾本盃。

- 根據報導兩個相互敵對的民兵部隊在的黎波里街頭以火箭推進榴彈與高射炮相互攻擊（英语：Post-civil war violence in Libya），但是彼此都沒有造成戰鬥人員傷亡[98][99]。

藝術文化
- 從1987年到2012年期間於芝加哥開設餐廳的查理·特劳特（英语：Charlie Trotter）被他兒子發現死於位在林肯公園的寓所中[100][101]。

商業經濟
- 美國SAC資本顧問公司（英语：SAC Capital Advisors）承認犯下內線交易以及郵件與電話詐騙（英语：Mail and wire fraud）的罪刑，並且同意支付高達18億美元的罰金[102][103]。

災害事故
- 奈及利亞拉哥斯一棟4層樓建築倒塌，造成4人死亡[104][105]。

法律犯罪
- 墨西哥錫那羅亞州的體育記者阿爾韋托·安古洛·傑拉多（Alberto Angulo Gerardo）遭到槍殺，這使得墨西哥自2000年以來已經有超過100名新聞媒體工作者（英语：List of journalists killed in Mexico）喪生[106][107]。
- 在泰國國會通過一項得以允許流亡在外的泰國總理塔克辛·欽那瓦獲得政治特赦並且返回泰國的草案後，數千名示威群眾開始在曼谷街頭表達反對意見[108][109]。
- 美國說唱歌手DMX因為沒有替車子保險而遭到南卡羅來納州暫時吊銷執照並且遭到拘捕[110]。
- 孟加拉判處152名涉嫌參與孟加拉國步槍隊叛亂人士死刑[111][112][113][114][115]。

政治選舉
- 美國紐澤西州與維吉尼亞州分別進行2013年紐澤西州州長選舉（英语：New Jersey gubernatorial election, 2013）以及2013年維吉尼亞州州長選舉（英语：Virginia gubernatorial election, 2013），而美國各地城市也舉辦了下任市長選舉（英语：United States elections, 2013）[116][117][118][119]。
- 2013年美國選舉（英语：United States elections, 2013）中，克里斯·克里斯帝重新當選成為紐澤西州州長（英语：Governor of New Jersey）、泰瑞·麥考立夫當選成為維吉尼亞州州長，以及比爾·白思豪當選（英语：New York City mayoral election, 2013）成為紐約市市長[120][121][122][123][124]。
- 加拿大多倫多市長（英语：List of mayors of Toronto）羅柏特·福特承認的確如同3年前一支影片所拍攝自己曾經吸食古柯鹼，但是他拒絕辭職並表示仍然會繼續尋求連任[125][126][127][128][129]。

科學技術
- 印度太空研究組織成功藉由極軌衛星運載火箭發射火星軌道探測器，並且預計將會讓環繞探測器抵達火星軌道[130][131][132][133][134]。

體育競賽
- 國家美式足球聯盟休斯敦德克薩斯人總教練加里·庫比亞克（英语：Gary Kubiak）在與印第安納波利斯小馬的比賽中因為短暫性腦缺血發作而送入休士頓當地醫院兩天後首度露面，並且表示將會等到完全康復後才重新擔任教練一職[135][136]。
- 岳禮華與其駕馭的馬匹繁花似錦（英语：Fiorente）共同贏得2013年墨爾本盃（英语：2013 Melbourne Cup）[137][138]。

## 11月6日
武裝衝突

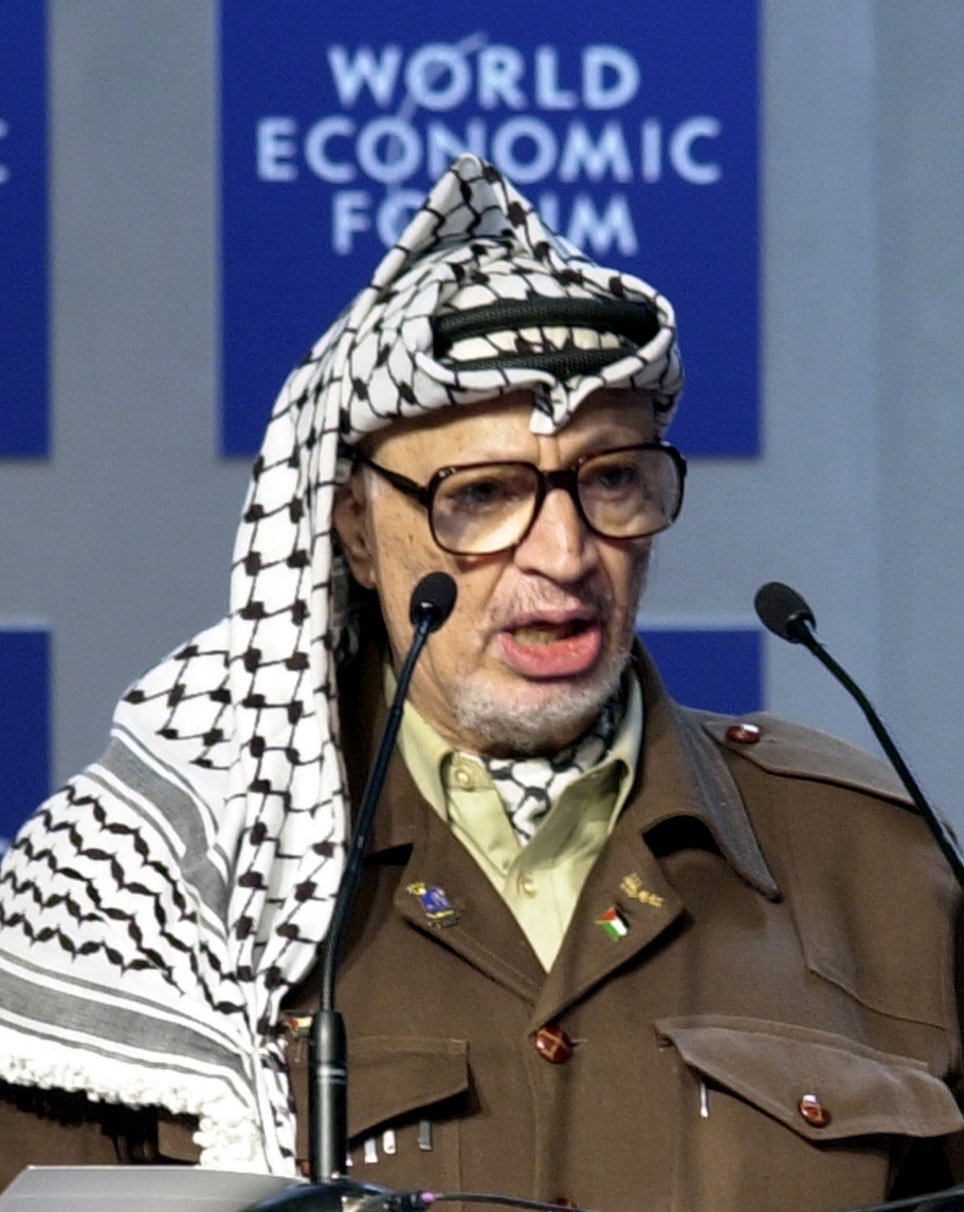
亞西爾·阿拉法特。

- 一枚炸彈在敘利亞首都大馬士革中心爆炸，造成至少8人死亡[139][140]。
- 敘利亞南部城市蘇韋達發生自殺式襲擊事件，造成包括一名敘利亞空軍少校在內共有8人死亡以及41人受傷[141][142]。
- 位於中國山西省太原市的中國共產黨山西省委員會附近連續發生多起爆炸，造成至少1人死亡、1人重傷以及7人輕傷[143][144][145][146]。
- 3月23日運動遭到剛果民主共和國部隊擊敗，正式結束2012年剛果東部衝突[147][148]。
- 一名自殺式襲擊者在伊拉克巴格達引爆一輛裝滿汽油的油罐車，因而造成15人死亡[149][150]。

法律犯罪
- 墨西哥聯邦法院推翻了地方法院所判決允許毒梟拉斐爾·卡路·昆德洛（英语：Rafael Caro Quintero）在早先時候出獄的決定，其中最高法院所干涉的理由為美國國務院已經對其懸賞500萬美元的賞金[151][152]。
- 美國密西根州底特律一家理髮店發生槍擊事件，造成2人死亡以及7人受傷[153][154]。
- 前巴基斯坦總統佩爾韋茲·穆沙拉夫獲得保釋並且解除居家軟禁[155][156]。

政治選舉
- 塔吉克舉行2013年塔吉克總統選舉，最後初步計票為埃莫馬利·拉赫蒙以獲得83.6%的票數成功連任塔吉克總統[157][158]。

科學技術
- 瑞士實驗室在針對前巴勒斯坦領導人亞西爾·阿拉法特的遺體進行檢驗後發現其釙的殘留量相較於正常數值多出18倍，認為其極有可能是遭到毒殺身亡[159][160][161][162][163]。
- 比利時醫生在對遺體多次解剖後證實1879年由法國外科醫生保羅·思高（英语：Paul Segond）所提出可能存在的人類膝蓋韌帶前外側韌帶[164][165][166][167][168]。

## 11月7日
武裝衝突

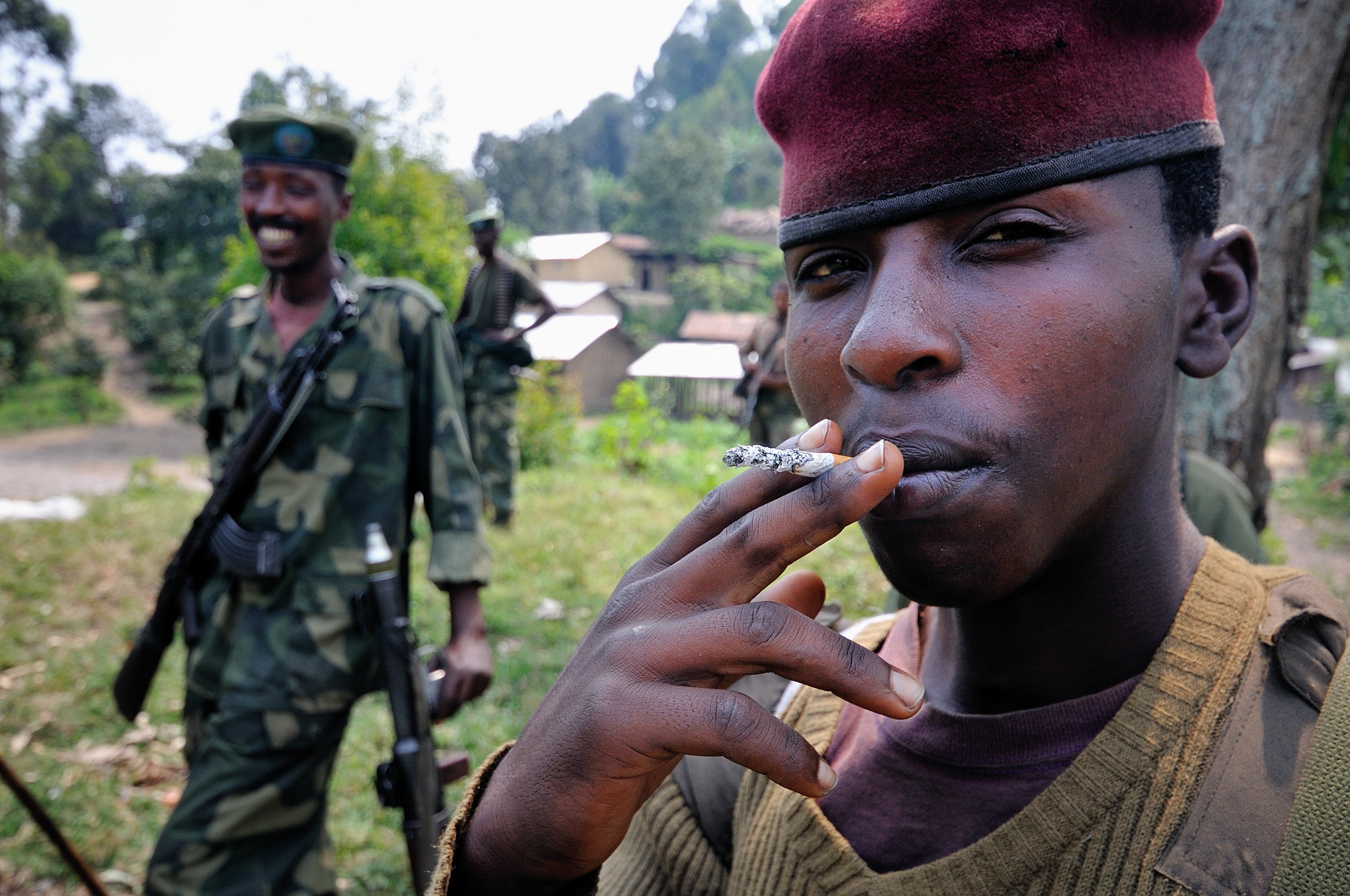
3月23日運動。

- 在哈基穆拉·馬哈蘇德因為無人航空載具（英语：Drone attacks in Pakistan）在北瓦濟里斯坦特區展開襲擊而喪生6天後，巴基斯坦塔利班運動選出強硬派的法茲魯拉擔任下一任組織領導人[169][170][171][172][173]。
- 3月23日運動叛軍首領蘇丹尼·馬肯加帶領數百名反政府武裝成員向烏干達姆加新加大猩猩國家公園的管理人員投降[174][175]。
- 土耳其在敘利亞邊境攔截了一輛滿載了似乎要用於敘利亞內戰的1,200枚火箭彈彈頭和其他武器，並且隨後拘捕了涉案的9人[176][177]。

藝術文化
- 曾經幫助愛德華·斯諾登的維基解密員工莎拉·哈里森（英语：Sarah Harrison (journalist)）表示想要暫時居住在德國，並且將會於此繼續宣傳斯諾登的公開信[178][179]。
- 德國博德曼基金會（英语：Bertelsmann Foundation）向前聯合國秘書長科菲·安南頒發200,000歐元的萊恩哈德·摩恩獎（德语：Reinhard-Mohn-Preis）[180]。

商業經濟
- 稅務公義權利組織（英语：Tax Justice Network）發表了2013年年度金融保密指數（英语：Financial Secrecy Index），其中瑞士仍然繼續維持其作為世界重要避稅港的角色而排名第一位，緊接著分別是盧森堡、香港、開曼群島、新加坡以及美國[181]。
- 歐洲中央銀行決定調降銀行利率至0.25%以防止通貨緊縮的出現[182][183][184][185]。
- 美國社群網路公司Twitter於紐約華爾街正式上市，其中每股發行價錢約26美元[186][187]。

## 11月8日
武裝衝突

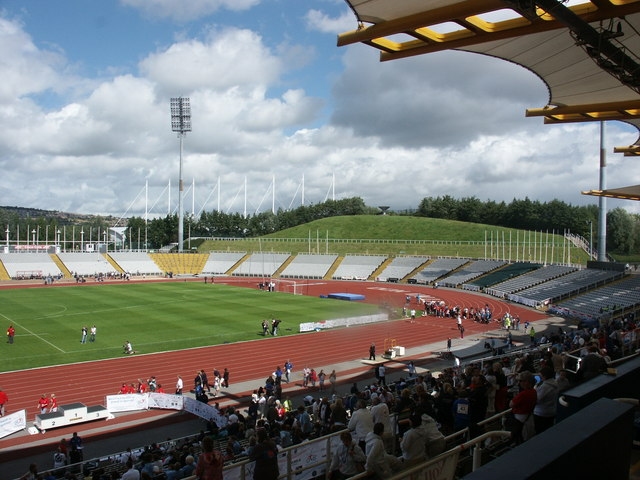
湯維爾球場。

- 索馬利亞首都摩加迪休的一處停車場發生炸彈攻擊（英语：War in Somalia (2009–present)），造成至少11人死亡[188][189]。

藝術文化
- 聯合國教科文組織決定暫停因為巴勒斯坦國加入成為成員國而拒絕繳納會費的美國與以色列其投票權[190][191]。

災害事故
- 2013年全球最強的熱帶氣旋（英语：List of the most intense tropical cyclones）強烈颱風海燕襲擊菲律賓維薩亞斯群島，造成至少3人死亡[192][193][194][195]。
- 隸屬於阿拉巴马州和墨西哥湾沿岸铁路公司（英语：Alabama and Gulf Coast Railway）長達90節載運原油的火車在阿拉巴馬州西部出軌並且引起爆炸[196][197]。

法律犯罪
- 中國警方逮捕了一名涉嫌在週三針對中國共產黨位於太原市的辦公大樓進行爆炸攻擊人士[198][199]。
- 巴勒斯坦官方報告指稱前巴勒斯坦領導人亞西爾·阿拉法特死亡後其遺體上有極高濃度的釙殘留[200][201]。
- 一名竊賊成功偷出越南順化市謙陵所收藏的6樣骨董，估計損失價值高達10億越南盾[202]。

體育競賽
- 雪菲爾市議會（英语：Sheffield City Council）宣布將在2013年11月21日啟動拆遷位於英格蘭雪菲爾的湯維爾球場（英语：Don Valley Stadium）計畫[203]。

## 11月9日
武裝衝突

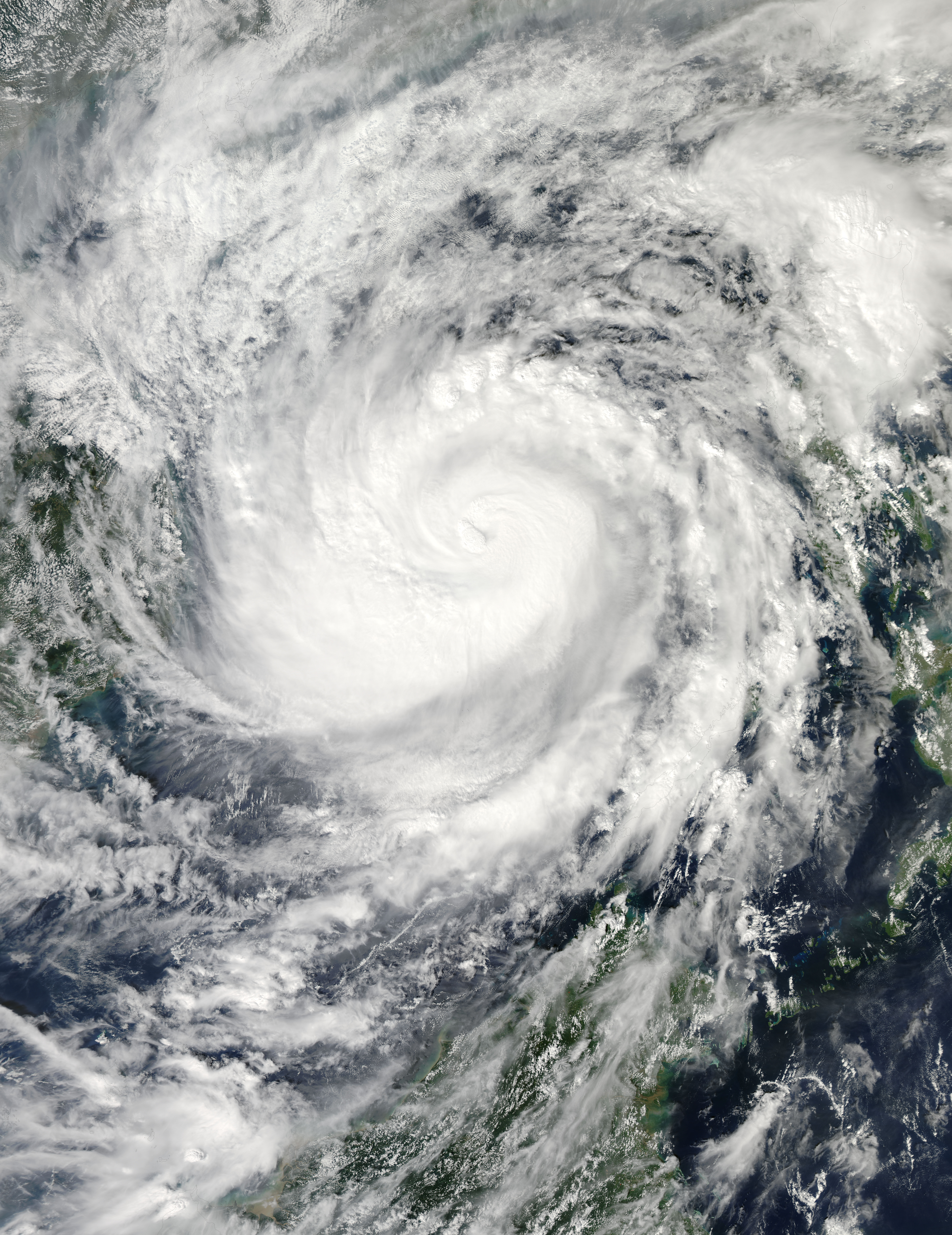
強烈颱風海燕。

- 一名槍手在哥倫比亞卡利的一間酒吧槍殺8人[204]。
- 奈及利亞伊斯蘭主義組織博科聖地與奈及利亞陸軍（英语：Nigerian Army）在卡諾市發生衝突，最後造成5名博科聖地成員以及2名奈及利亞陸軍士兵喪生[205]。

藝術文化
- 委內瑞拉電視節目主持人瑪麗亞·加夫列拉·伊斯勒（英语：María Gabriela Isler）在俄羅斯莫斯科加冕成為2013年環球小姐（英语：Miss Universe 2013）[206]。

災害事故
- 菲律賓國際紅十字與紅新月運動表示已經證實有超過1,200人因為強烈颱風海燕襲擊喪生，其中根據報導獨魯萬市以及薩馬省分別至少有1,000人與200人死亡[207][208]。
- 為了因應強烈颱風海燕預計在週日上午登陸越南中部地區，越南政府動員453,000名越南人民軍與民兵部隊協助民眾藉由各式運輸工具進行疏散，其中大約有20,000人撤離峴港市避難[209][210]。

國際關係
- 英國外交及國協事務大臣威廉·海格敦促各國抓住時機並針對伊朗核計劃進行會談[211]。

法律犯罪
- 孟加拉政府逮捕了5名於前一天領導孟加拉民族主義黨發起全國性罷工之成員[212]。

政治選舉
- 馬爾地夫舉行了第二輪2013年馬爾地夫總統選舉（英语：Maldivian presidential election, 2013）[213]。

科學技術
- 隸屬於美國海軍的福特號航空母艦在漢普頓紐波特紐斯造船廠舉行擲瓶儀式[214]。

體育競賽
- 廣州恆大足球俱樂部在2013年亞足聯冠軍聯賽決賽中擊敗首爾足球俱樂部，首次奪得亞足聯冠軍聯賽冠軍[215][216]。

## 11月10日
災害事故
- 菲律賓國家警察估計強烈颱風海燕造成菲律賓有將近1,000人死亡[217]。

## 11月11日
國際關係

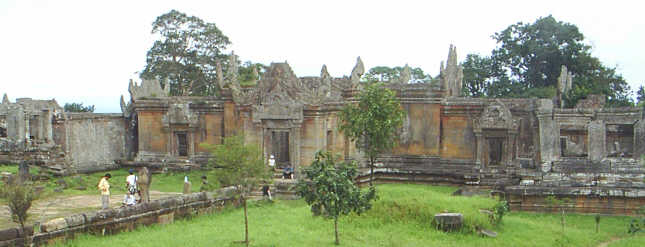
柏威夏寺

- 海牙國際法院裁決柏威夏寺周圍有爭議土地主權歸柬埔寨所有，駐紮在該處的泰國軍警人員必須撤離[218]。

天文科學
- 欧洲航天局表示，报废的「地球重力场和海洋环流探测卫星」已坠落地球[219]。
- 国际空间站的宇航员乘坐“联盟TMA-09M”载人飞船，携带2014年冬季奥林匹克运动会的火炬返回地球[220]。

## 11月14日
國際關係
- 甘比亞總統葉海亞·賈梅宣佈中斷與中華民國自1995年起的外交關係[221]。

災害事故
- 菲律賓政府上修強烈颱風海燕造成的死亡人數，至少造成菲律賓有將近3621人死亡，但仍遠低於聯合國14日公布的罹難人數4,460人。[222]。

## 11月17日
災害事故
- 韃靼斯坦航空363號班機於莫斯科時間19:20嘗試降落喀山國際機場時墜毀，機上44名乘客與6名機員全部罹難[223]。

## 11月18日
- 马来西亚前首相马哈迪·莫哈末因肺部感染，被送入国家心脏中心接受治疗[224]。

## 11月19日
政治选举
- 西班牙國家法院對中國前領導人江澤民、胡錦濤、喬石、陳奎元和彭佩雲5人發出逮捕令，指控他們涉嫌中國對西藏進行種族滅絕罪行[225]。

## 11月23日
災害事故
- 菲律賓政府上修強烈颱風海燕造成的死亡人數，至少造成菲律賓有將近5209人死亡，另外菲律賓各地仍有1611人因海燕引發的洪水等災害而下落不明。[226]

國際關係
- 中国国防部划设东海防空识别区（包含釣魚台）[227]。
- 第50屆金馬獎頒獎典禮於11月23日在國父紀念館舉行。[228]

## 11月24日
交通路線
- 台北捷運信義線全線通車。[229]

## 11月25日
武裝衝突
- 泰國反政府抗議人群佔領了泰國財政部（英语：Ministry of Finance (Thailand)），並且聲稱将佔領更多的政府機構[230]。2013年11月30日，聚集在泰國民主紀念碑的抗議者

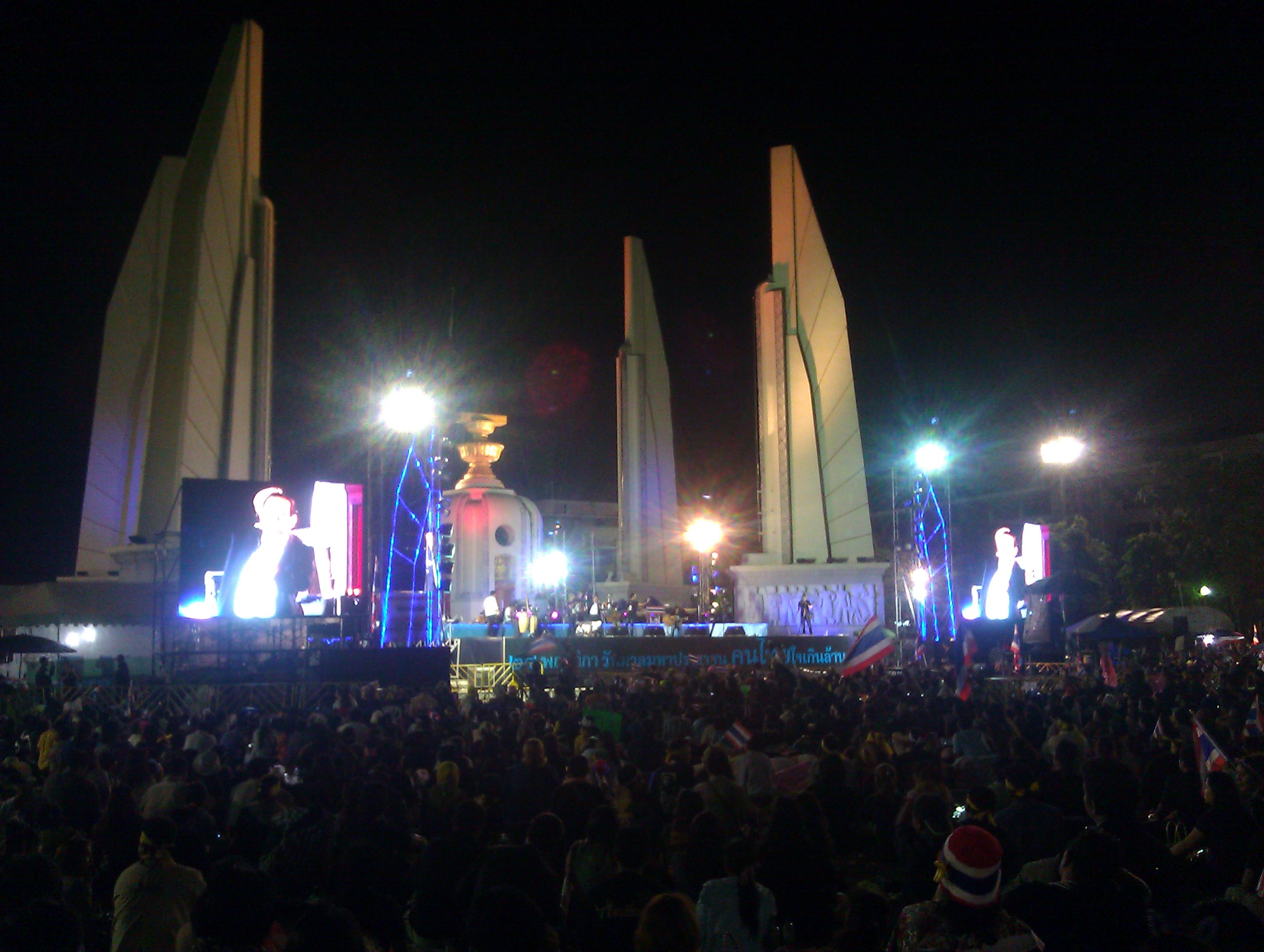
2013年11月30日，聚集在泰國民主紀念碑的抗議者

## 11月27日
- 杜拜贏得2020年世界博覽會的舉辦權[231]。

法律犯罪
- 北京市第一中級人民法院對李冠豐強姦事件做出終審判決，維持原判[232]。

災害事故
- 位於巴西圣保罗的2014年巴西世界杯伊塔克大球场发生坍塌事故，造成3人死亡[233]。

## 11月28日
政治選舉
- 日本內閣總理大臣安倍晋三任命經濟產業省审议官山田真贵子担任首相秘书官[234]，这是日本1885年建立内阁制度以来首次任命女性首相秘书官[235]。

災害事故
- 伊朗西南部發生規模5.7的地震，造成7人死亡[236]。

## 11月29日
法律犯罪
- 北京市高級人民法院對北京大興摔死女童案做出終審判決，維持原判[237]。

災害事故
- LAM莫三比克航空470號班機在航行途中墜毀於納米比亞，機上33人全數喪生[238]，其中有一名中國人[239]。
- 一架直升機墜毀於蘇格蘭格拉斯哥市內[240]，造成8人死亡，14人重伤[241]。

## 11月30日
體育競賽
- 澳洲在老特拉福德球場舉行的決賽上擊敗紐西蘭，贏得第十座世界盃聯盟式橄欖球賽冠軍[242]。

天文科學
- 艾桑彗星於通過近日點時似乎因太陽的高溫而解體[243]，但SOHO衛星在近日點兩小時後仍然觀測到有彗核的存在[244]。甚至有逐漸再次長出彗尾的跡象[245]。

軍事行動
- 禁止化学武器组织-联合国联合代表团特别协调员西格丽德·卡格在大马士革宣布，部分敘利亞化武将被运至非敘利亞领海内的美国船只上，使用水解方法將其销毁[241]。